# Neacșu levele

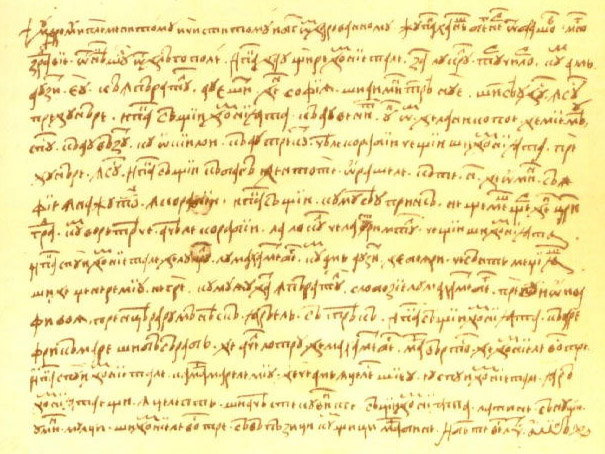
A levél

Neacșu levele alatt azt az 1521-es keltezésű elküldött levelet értjük, amelyet egy Neacșu nevű kereskedő írt Brassó polgármesterének, Johannes Benknernek. Ez a levél a román nyelv első írott emléke. A cirill ábécével íródott, és az Oszmán Birodalom küszöbön álló fenyegetéséről tájékoztatja a Magyarországhoz tartozó város polgármesterét.
A szöveget jelenleg a romániai Nyomtatás és Óromán Könyvek Múzeumában őrzik, és a mai napig a román kultúra és történelem egy fontos állomásának minősítik. Korától függetlenül a nyelvezete meglehetősen hasonlít a mai románhoz.

## Szövege

### Átirás mai román nyelvre
"Mudromu I plemenitomu, I cistitomu I bogom darovanomu jupan Hanăș Bengner ot Brașov mnogo zdravie ot Nécșu ot Dlăgopole. 

I pak dau știre domnie tale za lucrul turcilor, cum am auzit eu că împăratul au eșit den Sofiia, și aimintrea nu e, și se-au dus în sus pre Dunăre.

I pak să știi domniia ta că au venit un om de la Nicopole de miie me-au spus că au văzut cu ochii lor că au trecut ciale corăbii ce știi și domniia ta pre Dunăre în sus.

I pak să știi că bagă den toate orașele câte 50 de omin să fie de ajutor în corăbii.

I pak să știi cumu se-au prins nește meșter(i) den Țarigrad cum vor treace ceale corăbii la locul cela strimtul ce știi și domniia ta.

I pak spui domniie tale de lucrul lui Mahamet beg, cum am auzit de boiari ce sunt megiiaș(i) și de generemiiu Negre, cum i-au dat împăratul sloboziie lui Mahamet beg, pe io-i va fi voia, pren Țeara Rumânească, iară el să treacă.

I pak să știi domniia ta că are frică mare și Băsărab de acel lotru de Mahamet beg, mai vârtos de domniile voastre.

I pak spui domniietale ca mai marele miu, de ce am înțeles și eu. Eu spui domniietale iară domniiata ești înțelept și aceste cuvinte să ții domniiata la tine, să nu știe umin mulți, și domniile vostre să vă păziți cum știți mai bine.

I bog te veselit. Amin."

### Fordítása
"A legbölcsebb és legbecsültebb és istenáldotta brassói Hanăș Bengner (Vagyis Johannes) úrnak jó egészséget kíván Neacșu Dlăgopoléből (vagyis Câmpulung).

Így hát hadd tudassam veled a törökök tetteit, mintahogy hallottam, hogy a császár elhagyta Szófiát – ez bizonyára igaz –, és fölfelé indult a Duna mentén.
Így hát tudd, hogy egy nicopolisi ember eljött hozzám, és megmondta, saját szemeikkel látták, ahogy azok az általad is ismert hajók felhajóztak a Dunán.
Így hát tudd, hogy minden városból magukkal visznek 50 embert a hajókon való szolgálatra.
Így hát tudd, hogy némely hozzáértők Tsarigrádból (ez Isztambul) rájöttek, hogy haladjanak át azon a szűk szakaszon, amelyet te is ismersz.
Így hát elbeszélem neked Mahamet bég tettét, ahogy azt a szomszédos bojároktól valamint Negre vőmtől hallottam: a császár szabadságot adott Mahamet bégnek, hogy akkor járjon keresztül a Havasalföldön, amikor kedve tartja.
Így hát tudd, hogy a mi Basarabunk túlzottan retteg a tolvaj Mahamet bégtől, még nálad is jobban.
Így hát elmondom neked, mint följebbvalómnak azt, hogy mit eszeltem ki. Elmondom, és te bölcsen megtartod e szavakat magadnak, hogy ne sok ember tudja, és javaslom, szerezz illő őröket.

Isten hozzon szerencsét neked. Ámen."